# Lebrecht von Hanstein
Reinhold Lebrecht Moritz von Hanstein (* 16. Oktober 1819 in Schmolsin; † 5. Oktober 1876 in Stolp) war ein preußischer Generalmajor.

## Leben

### Herkunft
Seine Eltern waren Heinrich von Hanstein (1787–1857) und dessen Ehefrau Julie, geborene von Kleist (1791–1866) aus dem Hause Wendisch-Tychow. Der Vater war Herr auf Schmolsin und preußischer Major a. D.

### Werdegang
Hanstein erhielt seine Schulbildung auf der Johannesschule und dem Gymnasium in Danzig sowie auf dem Köllnischen Gymnasium in Berlin. Nach seinem Abschluss trat er am 10. November 1837 als Husar in das 12. Husaren-Regiment der Preußischen Armee ein und avancierte bis Mitte September 1840 zum Sekondeleutnant. Er stieg Mitte Mai 1853 zum Premierleutnant auf. Von 1853 bis 1858 war er zur Dienstleistung als Führer der 2. Eskadron zum 12. Landwehr-Husaren-Regiment kommandiert. In der Zwischenzeit am 10. Juli 1855 zum Rittmeister befördert, folgte nach seiner Rückkehr in sein Stammregiment am 14. September 1858 die Ernennung zum Eskadronchef.
Am 12. Mai 1860 wurde Hanstein in das 2. kombinierte Dragoner-Regiment kommandiert, aus dem nach der Etatisierung am 1. Juli 1860 das Magdeburgische Dragoner-Regiment Nr. 6 hervorging. Er war dort als Chef der 4. Eskadron tätig, wurde am 25. Juni 1864 zum Major befördert und rückte am 14. August 1865 zum etatsmäßigen Stabsoffizier auf. Während des Deutschen Krieges befand er sich 1866 bei der Mainarmee und nahm an den Gefechten bei Hausen, Roßbrunn, Üttingen und Hettstadt sowie der Beschießung von Würzburg teil. Dafür wurde er mit dem Roten Adlerorden IV. Klasse mit Schwertern ausgezeichnet.
Unter Stellung à la suite beauftragte man ihn nach dem Krieg am 26. Juli 1867 mit der Führung des 1. Leib-Husaren-Regiments Nr. 1. Am 25. September 1867 wurde Hanstein zum Regimentskommandeur ernannt und am 22. März 1868 zum Oberstleutnant befördert. Am 18. September 1869 erhielt er den Kronen-Orden II. Klasse und am 26. Juli 1870 die Beförderung zum Oberst.
Während des Deutsch-Französischen Krieges nahm er 1870/71 an den Schlachten bei Beaumont, Sedan, Orleans, Le Mans und Beaugency sowie den Gefechten bei Bazoches-les-Gallerandes, Change, Sceaux, Petit Bicêtre, Marolles, Artenay, Coulmiers, Meung und Vendôme teil. Dafür erhielt er das Eiserne Kreuz 2. Klasse.
Nach dem Krieg wurde er anlässlich des Ordensfestes im Januar 1874 mit dem Roten Adlerorden 3. Klasse mit Schleife und Schwertern ausgezeichnet. Krankheitsbedingt musste Hanstein seinen Abschied einreichen und wurde am 12. Februar 1874 unter Verleihung des Charakters als Generalmajor mit Pension zur Disposition gestellt.

### Familie
Hanstein heiratete am 16. Juni 1857 in Altengottern die Freiin Agathe Marschall von Altengottern (1827–1895). Das Paar hatte mehrere Kinder:
- Reinhold (* 1857)
- Friedrich (1858–1936), preußischer Generalmajor ⚭ Anne Cornelsen (1864–1946)[1]. Deren Tochter Julia von Hanstein (1893–1976) heiratete den Marineoffizier Karl von Müller.
- Agnes (* 1860)
- Werner (* 1868) ⚭ 1899 Gertrud Bahlsen (* 1879)